# Catherine Barthélémy
Catherine Barthélémy (Adriers, 21 marzo 1946) è una fisiologa e psichiatra francese È professore emerito di medicina presso l'Ospedale Universitario di Tours.

## Biografia
Dopo gli studi medici presso la sede Bretonneau della CHRU a Tours , ha svolto parte delle sue ricerche presso il Collège de France di Parigi, quindi è tornata a Tours dove ha lavorato presso il centro ospedaliero universitario .
È specializzata nel campo dell'autismo e dirige il team Imaging and Brain "Autismo e disturbi dello sviluppo". Nel 1985, durante un congresso a Tours, ha presentato la sua teoria sulle origini neurologiche dell'autismo, confutando che l'autismo è innescato da un disturbo affettivo collegato con il rapporto con la madre. Viene fischiata dagli psichiatri infantili (formati in psicoanalisi) presenti nella stanza.

## Incarichi istituzionali e associativi

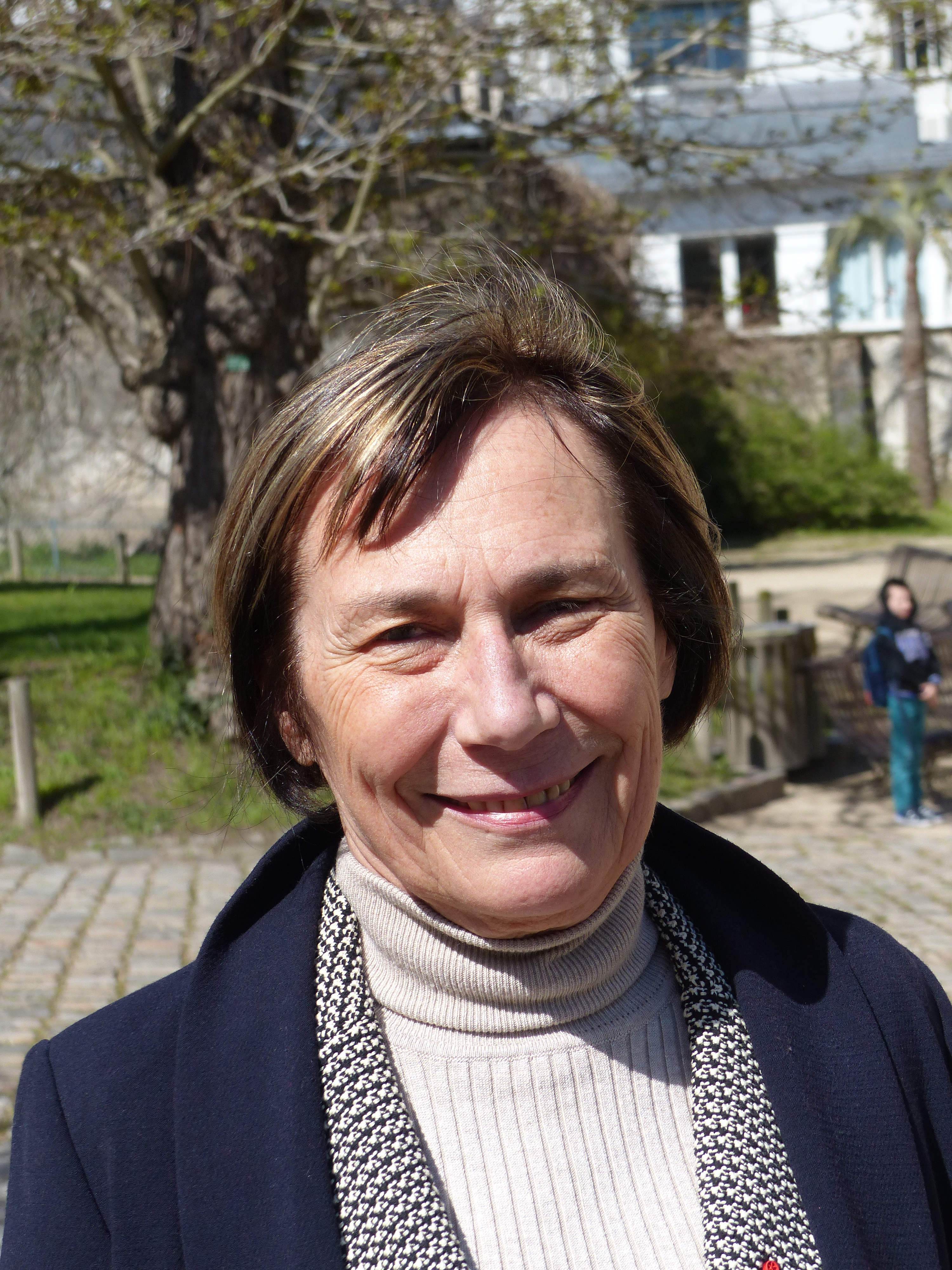
Catherine Barthélémy all'esterno, durante il lancio del 4° programma sull'autismo (o strategia per l'autismo) il 6 aprile 2018.

Catherine Barthélémy è stata, fino al 2011, a capo del dipartimento universitario di esplorazioni funzionali e neurofisiologia in psichiatria infantile presso l'Ospedale Universitario di Tours. È stata responsabile, all'interno del team Inserm Unit 930, Autismo e disturbi dello sviluppo, del gruppo di ricerca " Autismo che lavora per chiarire le relazioni nell'autismo che esistono tra anomalie comportamentali e cognitive e le disfunzioni neurali sottostanti.
Catherine Barthélémy è co-fondatrice, con Duché e Lelord, dell'Associazione per la ricerca sull'autismo e la prevenzione dei disadattamenti (ARAPI), di cui è l'attuale vicepresidente.
È membro a pieno titolo della National Academy of Medicine.
Attualmente insieme a Charles Aussilloux, che dirige la Federazione francese di psichiatria, sta conducendo alcune ricerche che dovrebbero portare alla stesura di una guida di buona pratica riguardante le modalità di presa in carico dell'autismo.

## Pubblicazioni
- L'autisme de l'enfant : la thérapie d'échange et de développement (con Laurence Hameury e Gilbert Lelord), Paris, Expansion scientifique française, 1995, XIII-396 p. ISBN 2-7046-1465-2
- L'autisme : de la recherche à la pratique di Berthoz, Christian Andres, Catherine Barthélemy, Jean Massion, Bernadette Rogé, Paris, Odile Jacob, 2005, 482 p. ISBN 2-7381-1616-7
- Améliorer la qualité de vie des personnes autistes, di Bernadette Rogé, Ghislain Magerotte, Catherine Barthelemy et Arapi, Paris, Dunod, coll. « Action sociale », 2008 (édition 2016 sous la forme d'un fichier HTML ou PDF)

## Premi e riconoscimenti
- 2016 : Premio onorario Inserm[4]
- 2019 : È stata promossa direttamente al grado di Comandante il 29 maggio 2019.